# Vĩnh Hưng (huyện)
Vĩnh Hưng là một huyện thuộc tỉnh Long An, Việt Nam.

## Địa lý
Huyện Vĩnh Hưng nằm về phía tây nam tỉnh Long An, có vị trí địa lý:
- Phía đông và phía bắc giáp tỉnh Svay Rieng, Campuchia
- Phía đông nam giáp thị xã Kiến Tường
- Phía tây và phía nam giáp huyện Tân Hưng.

Huyện Vĩnh Hưng nằm ở phía tây nam của tỉnh Long An, thuộc vùng Đồng Tháp Mười. Vĩnh Hưng có tuyến biên giới giáp Campuchia dài 45,62 km (chiếm 31,1% tổng chiều dài biên giới của tỉnh Long An) được xem là vô cùng quan trọng trong việc xây dựng kinh tế kết hợp với củng cố quốc phòng.

### Đặc điểm tự nhiên
Khí hậu huyện Vĩnh Hưng mang tính chất đặc trưng nhiệt đới gió mùa với nền nhiệt cao đều quanh năm, ánh sáng dồi dào, lượng mưa khá lớn và phân bố theo mùa. Nhiệt độ bình quân năm là 27,2 °C, tháng 5 là tháng nóng nhất (29,3 °C), tháng 1 có nhiệt độ thấp nhất 25 °C. Biên độ nhiệt trong năm dao động khoảng 4,3 °C và biên độ nhiệt ngày và đêm dao động cao (từ 8 °C đến 10 °C). Lượng mưa trung bình năm (1.447,7 mm/năm) và phân bố theo mùa rõ rệt, lượng mưa trong mùa mưa thực sự 1.332 mm (92% lượng mưa cả năm), bắt đầu ngày 20 tháng 5 và kết thúc đầu tháng 11 (164 ngày). Mùa mưa trùng với mùa lũ gây ngập úng, cản trở quá trình sản xuất nông nghiệp và phát triển kinh tế - xã hội của huyện.